# Étoile de Bessèges 2022
Étoile de Bessèges 2022 var den 52. udgave af det franske etapeløb Étoile de Bessèges. Cykelløbets fem etaper blev kørt over 628,76 km i departementet Gard, med start den 2. februar i Bellegarde, til 6. februar 2022 hvor det sluttede med en enkeltstart i Alés. Løbet var en del af UCI Europe Tour 2022.
Løbets samlede vinder blev franske Benjamin Thomas fra Cofidis.

## Etaperne
| Etape    | Dato    | Start – Mål                              | type          | Afstand (km) | Elevation (m) | Etapevinder                | Førende rytter  |
| -------- | ------- | ---------------------------------------- | ------------- | ------------ | ------------- | -------------------------- | --------------- |
| 1. etape | 2. feb. | Bellegarde – Bellegarde                  | flad etape    | 160,86       | 538 m         | Mads Pedersen              | Mads Pedersen   |
| 2. etape | 3. feb. | Saint-Christol-lès-Alès – Rousson        | kuperet etape | 156,21       | 1.702 m       | Bryan Coquard              | Mads Pedersen   |
| 3. etape | 4. feb. | Bessèges – Bessèges                      | kuperet etape | 155,65       | 2.051 m       | Benjamin Thomas            | Benjamin Thomas |
| 4. etape | 5. feb. | Saint-Hilaire-de-Brethmas – Mont Bouquet | kuperet etape | 145,41       | 1.817 m       | Tobias Halland Johannessen | Benjamin Thomas |
| 5. etape | 6. feb. | Alès – Alès                              | enkeltstart   | 10,63        | 171 m         | Filippo Ganna              | Benjamin Thomas |

### 1. etape
| Bellegarde - Bellegarde | flad etape | (160,86 km) |

| \| Etaperesultat \| Etaperesultat \| Etaperesultat \| Etaperesultat \| Etaperesultat \| \| Rytter \| Rytter \| Hold \| Tid \| \| \| ------------- \| -------------------- \| --------------------- \| ------------- \| ------------- \| \| 1. \| Mads Pedersen \| Trek-Segafredo \| 3t 32' 47" \| \| \| 2. \| Hugo Hofstetter \| Arkéa-Samsic \| + 1" \| \| \| 3. \| Edvald Boasson Hagen \| TotalEnergies \| + 1" \| \| \| 4. \| Alberto Bettiol \| EF Education-EasyPost \| + 1" \| \| \| 5. \| Mathieu Burgaudeau \| TotalEnergies \| + 1" \| \| \| 6. \| Christopher Lawless \| TotalEnergies \| + 4" \| \| \| 7. \| Filippo Ganna \| Ineos Grenadiers \| + 7" \| \| \| 8. \| Benjamin Thomas \| Cofidis \| + 7" \| \| \| 9. \| Greg Van Avermaet \| AG2R Citroën Team \| + 7" \| \| \| 10. \| Toms Skujiņš \| Trek-Segafredo \| + 11" \| \| |                      |                       |            |
| |                      |                       |            |
| Kilde: ProCyclingStats |                      |                       |            |
| Etaperesultat |                      |                       |            |
| Rytter | Rytter               | Hold                  | Tid        |
| 1. | Mads Pedersen        | Trek-Segafredo        | 3t 32' 47" |
| 2. | Hugo Hofstetter      | Arkéa-Samsic          | + 1"       |
| 3. | Edvald Boasson Hagen | TotalEnergies         | + 1"       |
| 4. | Alberto Bettiol      | EF Education-EasyPost | + 1"       |
| 5. | Mathieu Burgaudeau   | TotalEnergies         | + 1"       |
| 6. | Christopher Lawless  | TotalEnergies         | + 4"       |
| 7. | Filippo Ganna        | Ineos Grenadiers      | + 7"       |
| 8. | Benjamin Thomas      | Cofidis               | + 7"       |
| 9. | Greg Van Avermaet    | AG2R Citroën Team     | + 7"       |
| 10. | Toms Skujiņš         | Trek-Segafredo        | + 11"      |

| \| Samlede stilling \| Samlede stilling \| Samlede stilling \| Samlede stilling \| Samlede stilling \| \| Rytter \| Rytter \| Hold \| Tid \| \| \| ---------------- \| -------------------- \| --------------------- \| ---------------- \| ---------------- \| \| 1. \| Mads Pedersen \| Trek-Segafredo \| 3t 32' 37" \| \| \| 2. \| Hugo Hofstetter \| Arkéa-Samsic \| + 5" \| \| \| 3. \| Edvald Boasson Hagen \| TotalEnergies \| + 7" \| \| \| 4. \| Alberto Bettiol \| EF Education-EasyPost \| + 11" \| \| \| 5. \| Mathieu Burgaudeau \| TotalEnergies \| + 11" \| \| \| 6. \| Christopher Lawless \| TotalEnergies \| + 14" \| \| \| 7. \| Filippo Ganna \| Ineos Grenadiers \| + 17" \| \| \| 8. \| Benjamin Thomas \| Cofidis \| + 17" \| \| \| 9. \| Greg Van Avermaet \| AG2R Citroën Team \| + 17" \| \| \| 10. \| Toms Skujiņš \| Trek-Segafredo \| + 21" \| \| |                      |                       |            |
| |                      |                       |            |
| Kilde: ProCyclingStats |                      |                       |            |
| Samlede stilling |                      |                       |            |
| Rytter | Rytter               | Hold                  | Tid        |
| 1. | Mads Pedersen        | Trek-Segafredo        | 3t 32' 37" |
| 2. | Hugo Hofstetter      | Arkéa-Samsic          | + 5"       |
| 3. | Edvald Boasson Hagen | TotalEnergies         | + 7"       |
| 4. | Alberto Bettiol      | EF Education-EasyPost | + 11"      |
| 5. | Mathieu Burgaudeau   | TotalEnergies         | + 11"      |
| 6. | Christopher Lawless  | TotalEnergies         | + 14"      |
| 7. | Filippo Ganna        | Ineos Grenadiers      | + 17"      |
| 8. | Benjamin Thomas      | Cofidis               | + 17"      |
| 9. | Greg Van Avermaet    | AG2R Citroën Team     | + 17"      |
| 10. | Toms Skujiņš         | Trek-Segafredo        | + 21"      |

### 2. etape
| Saint-Christol-lès-Alès - Rousson | kuperet etape | (156,21 km) |

| \| Etaperesultat \| Etaperesultat \| Etaperesultat \| Etaperesultat \| Etaperesultat \| \| Rytter \| Rytter \| Hold \| Tid \| \| \| ------------- \| -------------------------- \| ------------------------- \| ------------- \| ------------- \| \| 1. \| Bryan Coquard \| Cofidis \| 3t 41' 46" \| \| \| 2. \| Mads Pedersen \| Trek-Segafredo \| + 0" \| \| \| 3. \| Tobias Halland Johannessen \| Uno-X Pro Cycling Team \| + 0" \| \| \| 4. \| Mathieu Burgaudeau \| TotalEnergies \| + 0" \| \| \| 5. \| Alberto Bettiol \| EF Education-EasyPost \| + 4" \| \| \| 6. \| Benjamin Thomas \| Cofidis \| + 6" \| \| \| 7. \| Connor Swift \| Arkéa-Samsic \| + 6" \| \| \| 8. \| Milan Menten \| Bingoal Pauwels Sauces WB \| + 6" \| \| \| 9. \| Clément Champoussin \| AG2R Citroën Team \| + 6" \| \| \| 10. \| Pierre Latour \| TotalEnergies \| + 6" \| \| |                            |                           |            |
| |                            |                           |            |
| Kilde: ProCyclingStats |                            |                           |            |
| Etaperesultat |                            |                           |            |
| Rytter | Rytter                     | Hold                      | Tid        |
| 1. | Bryan Coquard              | Cofidis                   | 3t 41' 46" |
| 2. | Mads Pedersen              | Trek-Segafredo            | + 0"       |
| 3. | Tobias Halland Johannessen | Uno-X Pro Cycling Team    | + 0"       |
| 4. | Mathieu Burgaudeau         | TotalEnergies             | + 0"       |
| 5. | Alberto Bettiol            | EF Education-EasyPost     | + 4"       |
| 6. | Benjamin Thomas            | Cofidis                   | + 6"       |
| 7. | Connor Swift               | Arkéa-Samsic              | + 6"       |
| 8. | Milan Menten               | Bingoal Pauwels Sauces WB | + 6"       |
| 9. | Clément Champoussin        | AG2R Citroën Team         | + 6"       |
| 10. | Pierre Latour              | TotalEnergies             | + 6"       |

| \| Samlede stilling \| Samlede stilling \| Samlede stilling \| Samlede stilling \| Samlede stilling \| \| Rytter \| Rytter \| Hold \| Tid \| \| \| ---------------- \| -------------------- \| --------------------- \| ---------------- \| ---------------- \| \| 1. \| Mads Pedersen \| Trek-Segafredo \| 7t 14' 17" \| \| \| 2. \| Mathieu Burgaudeau \| TotalEnergies \| + 17" \| \| \| 3. \| Alberto Bettiol \| EF Education-EasyPost \| + 21" \| \| \| 4. \| Benjamin Thomas \| Cofidis \| + 29" \| \| \| 5. \| Connor Swift \| Arkéa-Samsic \| + 35" \| \| \| 6. \| Edvald Boasson Hagen \| TotalEnergies \| + 35" \| \| \| 7. \| Pierre Latour \| TotalEnergies \| + 40" \| \| \| 8. \| Toms Skujiņš \| Trek-Segafredo \| + 44" \| \| \| 9. \| Bryan Coquard \| Cofidis \| + 47" \| \| \| 10. \| Richard Carapaz \| Ineos Grenadiers \| + 51" \| \| |                      |                       |            |
| |                      |                       |            |
| Kilde: ProCyclingStats |                      |                       |            |
| Samlede stilling |                      |                       |            |
| Rytter | Rytter               | Hold                  | Tid        |
| 1. | Mads Pedersen        | Trek-Segafredo        | 7t 14' 17" |
| 2. | Mathieu Burgaudeau   | TotalEnergies         | + 17"      |
| 3. | Alberto Bettiol      | EF Education-EasyPost | + 21"      |
| 4. | Benjamin Thomas      | Cofidis               | + 29"      |
| 5. | Connor Swift         | Arkéa-Samsic          | + 35"      |
| 6. | Edvald Boasson Hagen | TotalEnergies         | + 35"      |
| 7. | Pierre Latour        | TotalEnergies         | + 40"      |
| 8. | Toms Skujiņš         | Trek-Segafredo        | + 44"      |
| 9. | Bryan Coquard        | Cofidis               | + 47"      |
| 10. | Richard Carapaz      | Ineos Grenadiers      | + 51"      |

### 3. etape
| Bessèges - Bessèges | kuperet etape | (155,65 km) |

| \| Etaperesultat \| Etaperesultat \| Etaperesultat \| Etaperesultat \| Etaperesultat \| \| Rytter \| Rytter \| Hold \| Tid \| \| \| ------------- \| -------------------------- \| ---------------------------------- \| ------------- \| ------------- \| \| 1. \| Benjamin Thomas \| Cofidis \| 1t 49' 31" \| \| \| 2. \| Alberto Bettiol \| EF Education-EasyPost \| + 9" \| \| \| 3. \| Tobias Halland Johannessen \| Uno-X Pro Cycling Team \| + 9" \| \| \| 4. \| Rasmus Tiller \| Uno-X Pro Cycling Team \| + 15" \| \| \| 5. \| Bryan Coquard \| Cofidis \| + 15" \| \| \| 6. \| Edvald Boasson Hagen \| TotalEnergies \| + 15" \| \| \| 7. \| Hugo Hofstetter \| Arkéa-Samsic \| + 15" \| \| \| 8. \| Clément Champoussin \| AG2R Citroën Team \| + 15" \| \| \| 9. \| Diego Ulissi \| UAE Team Emirates \| + 15" \| \| \| 10. \| Georg Zimmermann \| Intermarché-Wanty-Gobert Matériaux \| + 15" \| \| |                            |                                    |            |
| |                            |                                    |            |
| Kilde: ProCyclingStats |                            |                                    |            |
| Etaperesultat |                            |                                    |            |
| Rytter | Rytter                     | Hold                               | Tid        |
| 1. | Benjamin Thomas            | Cofidis                            | 1t 49' 31" |
| 2. | Alberto Bettiol            | EF Education-EasyPost              | + 9"       |
| 3. | Tobias Halland Johannessen | Uno-X Pro Cycling Team             | + 9"       |
| 4. | Rasmus Tiller              | Uno-X Pro Cycling Team             | + 15"      |
| 5. | Bryan Coquard              | Cofidis                            | + 15"      |
| 6. | Edvald Boasson Hagen       | TotalEnergies                      | + 15"      |
| 7. | Hugo Hofstetter            | Arkéa-Samsic                       | + 15"      |
| 8. | Clément Champoussin        | AG2R Citroën Team                  | + 15"      |
| 9. | Diego Ulissi               | UAE Team Emirates                  | + 15"      |
| 10. | Georg Zimmermann           | Intermarché-Wanty-Gobert Matériaux | + 15"      |

| \| Samlede stilling \| Samlede stilling \| Samlede stilling \| Samlede stilling \| Samlede stilling \| \| Rytter \| Rytter \| Hold \| Tid \| \| \| ---------------- \| -------------------------- \| ---------------------- \| ---------------- \| ---------------- \| \| 1. \| Benjamin Thomas \| Cofidis \| 10t 53' 05" \| \| \| 2. \| Alberto Bettiol \| EF Education-EasyPost \| + 7" \| \| \| 3. \| Mathieu Burgaudeau \| TotalEnergies \| + 15" \| \| \| 4. \| Connor Swift \| Arkéa-Samsic \| + 31" \| \| \| 5. \| Edvald Boasson Hagen \| TotalEnergies \| + 33" \| \| \| 6. \| Pierre Latour \| TotalEnergies \| + 36" \| \| \| 7. \| Tobias Halland Johannessen \| Uno-X Pro Cycling Team \| + 41" \| \| \| 8. \| Toms Skujiņš \| Trek-Segafredo \| + 42" \| \| \| 9. \| Bryan Coquard \| Cofidis \| + 45" \| \| \| 10. \| Mads Pedersen \| Trek-Segafredo \| + 51" \| \| |                            |                        |             |
| |                            |                        |             |
| Kilde: ProCyclingStats |                            |                        |             |
| Samlede stilling |                            |                        |             |
| Rytter | Rytter                     | Hold                   | Tid         |
| 1. | Benjamin Thomas            | Cofidis                | 10t 53' 05" |
| 2. | Alberto Bettiol            | EF Education-EasyPost  | + 7"        |
| 3. | Mathieu Burgaudeau         | TotalEnergies          | + 15"       |
| 4. | Connor Swift               | Arkéa-Samsic           | + 31"       |
| 5. | Edvald Boasson Hagen       | TotalEnergies          | + 33"       |
| 6. | Pierre Latour              | TotalEnergies          | + 36"       |
| 7. | Tobias Halland Johannessen | Uno-X Pro Cycling Team | + 41"       |
| 8. | Toms Skujiņš               | Trek-Segafredo         | + 42"       |
| 9. | Bryan Coquard              | Cofidis                | + 45"       |
| 10. | Mads Pedersen              | Trek-Segafredo         | + 51"       |

### 4. etape
| Saint-Hilaire-de-Brethmas - Mont Bouquet | kuperet etape | (145,41 km) |

| \| Etaperesultat \| Etaperesultat \| Etaperesultat \| Etaperesultat \| Etaperesultat \| \| Rytter \| Rytter \| Hold \| Tid \| \| \| ------------- \| -------------------------- \| ---------------------- \| ------------- \| ------------- \| \| 1. \| Tobias Halland Johannessen \| Uno-X Pro Cycling Team \| 3t 30' 22" \| \| \| 2. \| Jay Vine \| Alpecin-Fenix \| + 0" \| \| \| 3. \| Antonio Tiberi \| Trek-Segafredo \| + 0" \| \| \| 4. \| Clément Champoussin \| AG2R Citroën Team \| + 0" \| \| \| 5. \| Pierre Latour \| TotalEnergies \| + 12" \| \| \| 6. \| Diego Ulissi \| UAE Team Emirates \| + 20" \| \| \| 7. \| Bauke Mollema \| Trek-Segafredo \| + 20" \| \| \| 8. \| Alessandro Verre \| Arkéa-Samsic \| + 21" \| \| \| 9. \| Sébastien Reichenbach \| Groupama-FDJ \| + 21" \| \| \| 10. \| Alberto Bettiol \| EF Education-EasyPost \| + 23" \| \| |                            |                        |            |
| |                            |                        |            |
| Kilde: ProCyclingStats |                            |                        |            |
| Etaperesultat |                            |                        |            |
| Rytter | Rytter                     | Hold                   | Tid        |
| 1. | Tobias Halland Johannessen | Uno-X Pro Cycling Team | 3t 30' 22" |
| 2. | Jay Vine                   | Alpecin-Fenix          | + 0"       |
| 3. | Antonio Tiberi             | Trek-Segafredo         | + 0"       |
| 4. | Clément Champoussin        | AG2R Citroën Team      | + 0"       |
| 5. | Pierre Latour              | TotalEnergies          | + 12"      |
| 6. | Diego Ulissi               | UAE Team Emirates      | + 20"      |
| 7. | Bauke Mollema              | Trek-Segafredo         | + 20"      |
| 8. | Alessandro Verre           | Arkéa-Samsic           | + 21"      |
| 9. | Sébastien Reichenbach      | Groupama-FDJ           | + 21"      |
| 10. | Alberto Bettiol            | EF Education-EasyPost  | + 23"      |

| \| Samlede stilling \| Samlede stilling \| Samlede stilling \| Samlede stilling \| Samlede stilling \| \| Rytter \| Rytter \| Hold \| Tid \| \| \| ---------------- \| -------------------------- \| ---------------------- \| ---------------- \| ---------------- \| \| 1. \| Benjamin Thomas \| Cofidis \| 14t 23' 50" \| \| \| 2. \| Alberto Bettiol \| EF Education-EasyPost \| + 7" \| \| \| 3. \| Tobias Halland Johannessen \| Uno-X Pro Cycling Team \| + 8" \| \| \| 4. \| Pierre Latour \| TotalEnergies \| + 25" \| \| \| 5. \| Mathieu Burgaudeau \| TotalEnergies \| + 26" \| \| \| 6. \| Connor Swift \| Arkéa-Samsic \| + 56" \| \| \| 7. \| Diego Ulissi \| UAE Team Emirates \| + 56" \| \| \| 8. \| Toms Skujiņš \| Trek-Segafredo \| + 1' 13" \| \| \| 9. \| Thibault Guernalec \| Arkéa-Samsic \| + 1' 14" \| \| \| 10. \| Quentin Pacher \| Groupama-FDJ \| + 1' 16" \| \| |                            |                        |             |
| |                            |                        |             |
| Kilde: ProCyclingStats |                            |                        |             |
| Samlede stilling |                            |                        |             |
| Rytter | Rytter                     | Hold                   | Tid         |
| 1. | Benjamin Thomas            | Cofidis                | 14t 23' 50" |
| 2. | Alberto Bettiol            | EF Education-EasyPost  | + 7"        |
| 3. | Tobias Halland Johannessen | Uno-X Pro Cycling Team | + 8"        |
| 4. | Pierre Latour              | TotalEnergies          | + 25"       |
| 5. | Mathieu Burgaudeau         | TotalEnergies          | + 26"       |
| 6. | Connor Swift               | Arkéa-Samsic           | + 56"       |
| 7. | Diego Ulissi               | UAE Team Emirates      | + 56"       |
| 8. | Toms Skujiņš               | Trek-Segafredo         | + 1' 13"    |
| 9. | Thibault Guernalec         | Arkéa-Samsic           | + 1' 14"    |
| 10. | Quentin Pacher             | Groupama-FDJ           | + 1' 16"    |

### 5. etape
| Alès - Alès | enkeltstart | (10,63 km) |

| \| Etaperesultat \| Etaperesultat \| Etaperesultat \| Etaperesultat \| Etaperesultat \| \| Rytter \| Rytter \| Hold \| Tid \| \| \| ------------- \| ------------------ \| --------------------- \| ------------- \| ------------- \| \| 1. \| Filippo Ganna \| Ineos Grenadiers \| 15' 32" \| \| \| 2. \| Mads Pedersen \| Trek-Segafredo \| + 7" \| \| \| 3. \| Benjamin Thomas \| Cofidis \| + 10" \| \| \| 4. \| Bauke Mollema \| Trek-Segafredo \| + 11" \| \| \| 5. \| Thibault Guernalec \| Arkéa-Samsic \| + 18" \| \| \| 6. \| Alberto Bettiol \| EF Education-EasyPost \| + 19" \| \| \| 7. \| Pierre Latour \| TotalEnergies \| + 19" \| \| \| 8. \| Jay Vine \| Alpecin-Fenix \| + 22" \| \| \| 9. \| Diego Ulissi \| UAE Team Emirates \| + 23" \| \| \| 10. \| Antonio Tiberi \| Trek-Segafredo \| + 23" \| \| |                    |                       |         |
| |                    |                       |         |
| Kilde: ProCyclingStats |                    |                       |         |
| Etaperesultat |                    |                       |         |
| Rytter | Rytter             | Hold                  | Tid     |
| 1. | Filippo Ganna      | Ineos Grenadiers      | 15' 32" |
| 2. | Mads Pedersen      | Trek-Segafredo        | + 7"    |
| 3. | Benjamin Thomas    | Cofidis               | + 10"   |
| 4. | Bauke Mollema      | Trek-Segafredo        | + 11"   |
| 5. | Thibault Guernalec | Arkéa-Samsic          | + 18"   |
| 6. | Alberto Bettiol    | EF Education-EasyPost | + 19"   |
| 7. | Pierre Latour      | TotalEnergies         | + 19"   |
| 8. | Jay Vine           | Alpecin-Fenix         | + 22"   |
| 9. | Diego Ulissi       | UAE Team Emirates     | + 23"   |
| 10. | Antonio Tiberi     | Trek-Segafredo        | + 23"   |

## Resultater

### Samlede stilling
| \| Samlede stilling \| Samlede stilling \| Samlede stilling \| Samlede stilling \| Samlede stilling \| \| Rytter \| Rytter \| Hold \| Tid \| \| \| ---------------- \| -------------------------- \| ---------------------- \| ---------------- \| ---------------- \| \| 1. \| Benjamin Thomas \| Cofidis \| 14t 39' 32" \| \| \| 2. \| Alberto Bettiol \| EF Education-EasyPost \| + 16" \| \| \| 3. \| Tobias Halland Johannessen \| Uno-X Pro Cycling Team \| + 32" \| \| \| 4. \| Pierre Latour \| TotalEnergies \| + 34" \| \| \| 5. \| Mathieu Burgaudeau \| TotalEnergies \| + 1' 02" \| \| \| 6. \| Diego Ulissi \| UAE Team Emirates \| + 1' 09" \| \| \| 7. \| Connor Swift \| Arkéa-Samsic \| + 1' 13" \| \| \| 8. \| Thibault Guernalec \| Arkéa-Samsic \| + 1' 22" \| \| \| 9. \| Toms Skujiņš \| Trek-Segafredo \| + 1' 48" \| \| \| 10. \| Quentin Pacher \| Groupama-FDJ \| + 1' 56" \| \| |                            |                        |             |
| |                            |                        |             |
| Kilde: ProCyclingStats |                            |                        |             |
| Samlede stilling |                            |                        |             |
| Rytter | Rytter                     | Hold                   | Tid         |
| 1. | Benjamin Thomas            | Cofidis                | 14t 39' 32" |
| 2. | Alberto Bettiol            | EF Education-EasyPost  | + 16"       |
| 3. | Tobias Halland Johannessen | Uno-X Pro Cycling Team | + 32"       |
| 4. | Pierre Latour              | TotalEnergies          | + 34"       |
| 5. | Mathieu Burgaudeau         | TotalEnergies          | + 1' 02"    |
| 6. | Diego Ulissi               | UAE Team Emirates      | + 1' 09"    |
| 7. | Connor Swift               | Arkéa-Samsic           | + 1' 13"    |
| 8. | Thibault Guernalec         | Arkéa-Samsic           | + 1' 22"    |
| 9. | Toms Skujiņš               | Trek-Segafredo         | + 1' 48"    |
| 10. | Quentin Pacher             | Groupama-FDJ           | + 1' 56"    |

### Pointkonkurrencen
| Pointkonkurrence | Pointkonkurrence           | Pointkonkurrence       | Pointkonkurrence | Pointkonkurrence |
| Rytter           | Rytter                     | Hold                   | Point            |                  |
| ---------------- | -------------------------- | ---------------------- | ---------------- | ---------------- |
| 1.               | Mads Pedersen              | Trek-Segafredo         | 65 point         |                  |
| 2.               | Benjamin Thomas            | Cofidis                | 64 point         |                  |
| 3.               | Alberto Bettiol            | EF Education-EasyPost  | 62 point         |                  |
| 4.               | Tobias Halland Johannessen | Uno-X Pro Cycling Team | 58 point         |                  |
| 5.               | Bryan Coquard              | Cofidis                | 37 point         |                  |
| 6.               | Pierre Latour              | TotalEnergies          | 36 point         |                  |
| 7.               | Filippo Ganna              | Ineos Grenadiers       | 34 point         |                  |
| 8.               | Clément Champoussin        | AG2R Citroën Team      | 34 point         |                  |
| 9.               | Jay Vine                   | Alpecin-Fenix          | 31 point         |                  |
| 10.              | Hugo Hofstetter            | Arkéa-Samsic           | 29 point         |                  |

### Bjergkonkurrencen
| Bjergkonkurrence | Bjergkonkurrence           | Bjergkonkurrence                   | Bjergkonkurrence | Bjergkonkurrence |
| Rytter           | Rytter                     | Hold                               | Point            |                  |
| ---------------- | -------------------------- | ---------------------------------- | ---------------- | ---------------- |
| 1.               | Jay Vine                   | Alpecin-Fenix                      | 18 point         |                  |
| 2.               | Jérémy Cabot               | TotalEnergies                      | 18 point         |                  |
| 3.               | Tobias Halland Johannessen | Uno-X Pro Cycling Team             | 14 point         |                  |
| 4.               | Magnus Sheffield           | Ineos Grenadiers                   | 14 point         |                  |
| 5.               | Antonio Tiberi             | Trek-Segafredo                     | 14 point         |                  |
| 6.               | Bruno Armirail             | Groupama-FDJ                       | 12 point         |                  |
| 7.               | Samuele Zoccarato          | Bardiani CSF Faizanè               | 12 point         |                  |
| 8.               | Georg Zimmermann           | Intermarché-Wanty-Gobert Matériaux | 8 point          |                  |
| 9.               | Martí Márquez              | Equipo Kern Pharma                 | 8 point          |                  |
| 10.              | Alexis Gougeard            | B&B Hotels-KTM                     | 7 point          |                  |

### Ungdomskonkurrencen
| Ungdomskonkurrence | Ungdomskonkurrence             | Ungdomskonkurrence       | Ungdomskonkurrence | Ungdomskonkurrence |
| Rytter             | Rytter                         | Hold                     | Tid                |                    |
| ------------------ | ------------------------------ | ------------------------ | ------------------ | ------------------ |
| 1.                 | Tobias Halland Johannessen     | Uno-X Pro Cycling Team   | 14t 40' 04"        |                    |
| 2.                 | Pau Miquel                     | Equipo Kern Pharma       | + 5' 02"           |                    |
| 3.                 | Louis Barré                    | Team U Nantes Atlantique | + 5' 49"           |                    |
| 4.                 | Paul Lapeira                   | AG2R Citroën Team        | + 5' 56"           |                    |
| 5.                 | Matis Louvel                   | Arkéa-Samsic             | + 6' 14"           |                    |
| 6.                 | Daniel Alejandro Méndez Noreña | Equipo Kern Pharma       | + 6' 40"           |                    |
| 7.                 | Magnus Sheffield               | Ineos Grenadiers         | + 6' 49"           |                    |
| 8.                 | Corbin Strong                  | Israel-Premier Tech      | + 7' 12"           |                    |
| 9.                 | Arne Marit                     | Sport Vlaanderen-Baloise | + 9' 36"           |                    |
| 10.                | Antonio Tiberi                 | Trek-Segafredo           | + 10' 15"          |                    |

### Holdkonkurrencen
| Holdkonkurrence | Holdkonkurrence | Holdkonkurrence | Holdkonkurrence |
| Hold            | Hold            | Tid             |                 |
| --------------- | --------------- | --------------- | --------------- |
| 1.              | TotalEnergies   | 44t 02' 28"     |                 |
| 2.              | Trek-Segafredo  | + 13"           |                 |
| 3.              | Cofidis         | + 1' 02"        |                 |
| 4.              | Arkéa-Samsic    | + 1' 02"        |                 |
| 5.              | Groupama-FDJ    | + 1' 33"        |                 |

## Hold og ryttere
| UCI WorldTeams (9)- AG2R Citroën Team - Groupama-FDJ - Cofidis - UAE Team Emirates - Ineos Grenadiers - Israel-Premier Tech - Trek-Segafredo - Intermarché-Wanty-Gobert Matériaux - EF Education-EasyPost UCI ProTeams (9)- B&B Hotels-KTM - Alpecin-Fenix - Arkéa-Samsic - TotalEnergies - Sport Vlaanderen-Baloise - Uno-X Pro Cycling Team - Bardiani CSF Faizanè - Equipo Kern Pharma - Bingoal Pauwels Sauces WB UCI Kontinentalhold (3)- Saint Michel-Auber 93 - Go Sport-Roubaix Lille Métropole - UC Nantes Atlantique |
| |

### Danske ryttere
| Danske ryttere på startlisten |                 |                                    |           |
| Rygnummer                     | Rytter          | Hold                               | Placering |
| 26                            | Mads Pedersen   | Trek-Segafredo                     | 37        |
| 53                            | Julius Johansen | Intermarché-Wanty-Gobert Matériaux | DNS-4     |
| 64                            | Magnus Cort     | EF Education-EasyPost              | 96        |
| 66                            | Michael Valgren | EF Education-EasyPost              | 60        |
| 144                           | Morten Hulgaard | Uno-X Pro Cycling Team             | 101       |
| 147                           | Jonas Gregaard  | Uno-X Pro Cycling Team             | DNS-4     |

* DNF = gennemførte ikke

### Startliste
| Ineos Grenadiers IGD | Ineos Grenadiers IGD   | Ineos Grenadiers IGD |
| -------------------- | ---------------------- | -------------------- |
| Nr.                  | Rytter                 | Placering            |
| 1                    | Magnus Sheffield (USA) | 31.                  |
| 2                    | Richard Carapaz (ECU)  | DNS-5                |
| 3                    | Laurens De Plus (BEL)  | 110.                 |
| 4                    | Filippo Ganna (ITA)    | 85.                  |
| 5                    | Eddie Dunbar (IRL)     | 91.                  |
| 6                    | Kim Heiduk (GER)       | 114.                 |
| 7                    | Ben Tulett (GBR)       | 111.                 |

| AG2R Citroën Team ACT | AG2R Citroën Team ACT     | AG2R Citroën Team ACT |
| --------------------- | ------------------------- | --------------------- |
| Nr.                   | Rytter                    | Placering             |
| 11                    | Greg Van Avermaet (BEL)   | 27.                   |
| 12                    | Mikaël Cherel (FRA)       | 67.                   |
| 13                    | Lilian Calmejane (FRA)    | 14.                   |
| 14                    | Clément Champoussin (FRA) | 40.                   |
| 15                    | Larry Warbasse (USA)      | 20.                   |
| 16                    | Paul Lapeira (FRA)        | 26.                   |
| 17                    | Antoine Raugel (FRA)      | 48.                   |

| Trek-Segafredo TFS | Trek-Segafredo TFS      | Trek-Segafredo TFS |
| ------------------ | ----------------------- | ------------------ |
| Nr.                | Rytter                  | Placering          |
| 21                 | Tony Gallopin (FRA)     | 78.                |
| 22                 | Toms Skujiņš (LAT)      | 9.                 |
| 23                 | Alex Kirsch (LUX)       | 90.                |
| 24                 | Bauke Mollema (NED)     | 50.                |
| 25                 | Antonio Tiberi (ITA)    | 44.                |
| 26                 | Mads Pedersen (DEN)     | 37.                |
| 27                 | Filippo Baroncini (ITA) | 92.                |

| UAE Team Emirates UAD | UAE Team Emirates UAD      | UAE Team Emirates UAD |
| --------------------- | -------------------------- | --------------------- |
| Nr.                   | Rytter                     | Placering             |
| 31                    | Pascal Ackermann (GER)     | 118.                  |
| 32                    | Alexys Brunel (FRA)        | 94.                   |
| 33                    | Alessandro Covi (ITA)      | 36.                   |
| 34                    | Vegard Stake Laengen (NOR) | DNF-3                 |
| 35                    | Ivo Oliveira (POR)         | 122.                  |
| 36                    | Joel Suter (SUI)           | 103.                  |
| 37                    | Diego Ulissi (ITA)         | 6.                    |

| Groupama-FDJ GFC | Groupama-FDJ GFC            | Groupama-FDJ GFC |
| ---------------- | --------------------------- | ---------------- |
| Nr.              | Rytter                      | Placering        |
| 41               | Thibaut Pinot (FRA)         | 11.              |
| 42               | Bruno Armirail (FRA)        | 84.              |
| 43               | Antoine Duchesne (CAN)      | 43.              |
| 44               | Matthieu Ladagnous (FRA)    | 47.              |
| 45               | Tobias Ludvigsson (SWE)     | 45.              |
| 46               | Sébastien Reichenbach (SUI) | 13.              |
| 47               | Quentin Pacher (FRA)        | 10.              |

| Intermarché-Wanty-Gobert Matériaux IWG | Intermarché-Wanty-Gobert Matériaux IWG | Intermarché-Wanty-Gobert Matériaux IWG |
| -------------------------------------- | -------------------------------------- | -------------------------------------- |
| Nr.                                    | Rytter                                 | Placering                              |
| 51                                     | Aimé De Gendt (BEL)                    | 64.                                    |
| 52                                     | Théo Delacroix (FRA)                   | 75.                                    |
| 53                                     | Julius Johansen (DEN)                  | DNS-4                                  |
| 54                                     | Simone Petilli (ITA)                   | 62.                                    |
| 55                                     | Gerben Thijssen (BEL)                  | 100.                                   |
| 56                                     | Boy van Poppel (NED)                   | 106.                                   |
| 57                                     | Georg Zimmermann (GER)                 | 73.                                    |

| EF Education-EasyPost EFE | EF Education-EasyPost EFE | EF Education-EasyPost EFE |
| ------------------------- | ------------------------- | ------------------------- |
| Nr.                       | Rytter                    | Placering                 |
| 61                        | Alberto Bettiol (ITA)     | 2.                        |
| 62                        | Owain Doull (GBR)         | 77.                       |
| 63                        | Jens Keukeleire (BEL)     | 66.                       |
| 64                        | Magnus Cort (DEN)         | 96.                       |
| 65                        | Thomas Scully (NZL)       | 116.                      |
| 66                        | Michael Valgren (DEN)     | 60.                       |
| 67                        | Łukasz Wiśniowski (POL)   | 89.                       |

| Cofidis COF | Cofidis COF              | Cofidis COF |
| ----------- | ------------------------ | ----------- |
| Nr.         | Rytter                   | Placering   |
| 71          | Bryan Coquard (FRA)      | 17.         |
| 72          | Jesús Herrada (ESP)      | 15.         |
| 73          | Alexandre Delettre (FRA) | 68.         |
| 74          | José Herrada (ESP)       | 76.         |
| 75          | Rémy Rochas (FRA)        | 49.         |
| 76          | Benjamin Thomas (FRA)    | 1.          |
| 77          | Piet Allegaert (BEL)     | 63.         |

| Israel-Premier Tech IPT | Israel-Premier Tech IPT | Israel-Premier Tech IPT |
| ----------------------- | ----------------------- | ----------------------- |
| Nr.                     | Rytter                  | Placering               |
| 81                      | Guillaume Boivin (CAN)  | DNF-1                   |
| 82                      | Itamar Einhorn (ISR)    | DNF-3                   |
| 83                      | Hugo Houle (CAN)        | 12.                     |
| 84                      | Daryl Impey (RSA)       | 70.                     |
| 85                      | Taj Jones (AUS)         | 123.                    |
| 86                      | Guy Sagiv (ISR)         | 95.                     |
| 87                      | Corbin Strong (NZL)     | 33.                     |

| B&B Hotels-KTM BBK | B&B Hotels-KTM BBK          | B&B Hotels-KTM BBK |
| ------------------ | --------------------------- | ------------------ |
| Nr.                | Rytter                      | Placering          |
| 91                 | Raphaël Parisella (CAN)     | 104.               |
| 92                 | Thibault Ferasse (FRA)      | 38.                |
| 93                 | Alexis Gougeard (FRA)       | 102.               |
| 94                 | Miguel Heidemann (GER)      | 86.                |
| 95                 | Quentin Jauregui (FRA)      | 34.                |
| 96                 | Victor Koretzky (FRA)       | 42.                |
| 97                 | Sebastian Schönberger (AUT) | 32.                |

| Alpecin-Fenix AFC | Alpecin-Fenix AFC              | Alpecin-Fenix AFC |
| ----------------- | ------------------------------ | ----------------- |
| Nr.               | Rytter                         | Placering         |
| 101               | Dries De Bondt (BEL)           | 115.              |
| 102               | Julien Vermote (BEL)           | DNF-4             |
| 103               | Jay Vine (AUS)                 | 83.               |
| 104               | Guillaume Van Keirsbulck (BEL) | 82.               |
| 105               | Kristian Sbaragli (ITA)        | 80.               |
| 106               | Sam Gaze (NZL)                 | 46.               |
| 107               | Ayco Bastiaens (BEL)           | 87.               |

| TotalEnergies TEN | TotalEnergies TEN          | TotalEnergies TEN |
| ----------------- | -------------------------- | ----------------- |
| Nr.               | Rytter                     | Placering         |
| 111               | Edvald Boasson Hagen (NOR) | 16.               |
| 112               | Mathieu Burgaudeau (FRA)   | 5.                |
| 113               | Jérémy Cabot (FRA)         | 56.               |
| 114               | Fabien Doubey (FRA)        | 18.               |
| 115               | Pierre Latour (FRA)        | 4.                |
| 116               | Christopher Lawless (GBR)  | 120.              |
| 117               | Geoffrey Soupe (FRA)       | 52.               |

| Sport Vlaanderen-Baloise SVB | Sport Vlaanderen-Baloise SVB | Sport Vlaanderen-Baloise SVB |
| ---------------------------- | ---------------------------- | ---------------------------- |
| Nr.                          | Rytter                       | Placering                    |
| 121                          | Lindsay De Vylder (BEL)      | 35.                          |
| 122                          | Alex Colman (BEL)            | DNF-3                        |
| 123                          | Arne Marit (BEL)             | 41.                          |
| 124                          | Jens Reynders (BEL)          | 79.                          |
| 125                          | Aaron Van Poucke (BEL)       | DNS-3                        |
| 126                          | Kenneth Van Rooy (BEL)       | DNS-3                        |
| 127                          | Ward Vanhoof (BEL)           | 54.                          |

| Arkéa-Samsic ARK | Arkéa-Samsic ARK         | Arkéa-Samsic ARK |
| ---------------- | ------------------------ | ---------------- |
| Nr.              | Rytter                   | Placering        |
| 131              | Thibault Guernalec (FRA) | 8.               |
| 132              | Hugo Hofstetter (FRA)    | 51.              |
| 133              | Matis Louvel (FRA)       | 29.              |
| 134              | Alan Riou (FRA)          | 72.              |
| 135              | Alessandro Verre (ITA)   | 58.              |
| 136              | Clément Russo (FRA)      | 57.              |
| 137              | Connor Swift (GBR)       | 7.               |

| Uno-X Pro Cycling Team UXT | Uno-X Pro Cycling Team UXT       | Uno-X Pro Cycling Team UXT |
| -------------------------- | -------------------------------- | -------------------------- |
| Nr.                        | Rytter                           | Placering                  |
| 141                        | Rasmus Tiller (NOR)              | 65.                        |
| 142                        | Anders Skaarseth (NOR)           | 59.                        |
| 143                        | Kristoffer Halvorsen (NOR)       | 88.                        |
| 144                        | Morten Hulgaard (DEN)            | 101.                       |
| 145                        | Erik Nordsæter Resell (NOR)      | 53.                        |
| 146                        | Tobias Halland Johannessen (NOR) | 3.                         |
| 147                        | Jonas Gregaard (DEN)             | DNS-4                      |

| Equipo Kern Pharma EKP | Equipo Kern Pharma EKP               | Equipo Kern Pharma EKP |
| ---------------------- | ------------------------------------ | ---------------------- |
| Nr.                    | Rytter                               | Placering              |
| 151                    | Francisco Galván (ESP)               | 24.                    |
| 152                    | Martí Márquez (ESP)                  | 109.                   |
| 153                    | Danny van der Tuuk (NED)             | 61.                    |
| 154                    | Daniel Alejandro Méndez Noreña (COL) | 30.                    |
| 155                    | Ibon Ruiz (ESP)                      | 81.                    |
| 156                    | Eugenio Sánchez López (ESP)          | 55.                    |
| 157                    | Pau Miquel (ESP)                     | 22.                    |

| Bingoal Pauwels Sauces WB BWB | Bingoal Pauwels Sauces WB BWB | Bingoal Pauwels Sauces WB BWB |
| ----------------------------- | ----------------------------- | ----------------------------- |
| Nr.                           | Rytter                        | Placering                     |
| 161                           | Louis Blouwe (BEL)            | DNS-5                         |
| 162                           | Ceriel Desal (BEL)            | DNS-4                         |
| 163                           | Rémy Mertz (BEL)              | 21.                           |
| 164                           | Milan Menten (BEL)            | DNS-5                         |
| 165                           | Tom Paquot (BEL)              | 117.                          |
| 166                           | Karl Patrick Lauk (EST)       | 108.                          |
| 167                           | Luc Wirtgen (LUX)             | 23.                           |

| Bardiani CSF Faizanè BCF | Bardiani CSF Faizanè BCF     | Bardiani CSF Faizanè BCF |
| ------------------------ | ---------------------------- | ------------------------ |
| Nr.                      | Rytter                       | Placering                |
| 171                      | Enrico Battaglin (ITA)       | DNS-3                    |
| 172                      | Luca Colnaghi (ITA)          | HD-5                     |
| 173                      | Filippo Fiorelli (ITA)       | DNF-3                    |
| 174                      | Fabio Mazzucco (ITA)         | HD-5                     |
| 175                      | Sacha Modolo (ITA)           | DNS-3                    |
| 176                      | Alessandro Santaromita (ITA) | HD-5                     |
| 177                      | Samuele Zoccarato (ITA)      | 19.                      |

| Saint Michel-Auber 93 AUB | Saint Michel-Auber 93 AUB  | Saint Michel-Auber 93 AUB |
| ------------------------- | -------------------------- | ------------------------- |
| Nr.                       | Rytter                     | Placering                 |
| 181                       | Romain Cardis (FRA)        | DNF-1                     |
| 182                       | Tony Hurel (FRA)           | 112.                      |
| 183                       | Nicolas Debeaumarché (FRA) | 28.                       |
| 184                       | Anthony Maldonado (FRA)    | HD-5                      |
| 185                       | Yoann Paillot (FRA)        | 69.                       |
| 186                       | Flavien Maurelet (FRA)     | HD-5                      |
| 187                       | Morne van Niekerk (RSA)    | 98.                       |

| Go Sport-Roubaix Lille Métropole GRL | Go Sport-Roubaix Lille Métropole GRL | Go Sport-Roubaix Lille Métropole GRL |
| ------------------------------------ | ------------------------------------ | ------------------------------------ |
| Nr.                                  | Rytter                               | Placering                            |
| 191                                  | Thomas Boudat (FRA)                  | 99.                                  |
| 192                                  | Clément Carisey (FRA)                | 97.                                  |
| 193                                  | Thomas Denis (FRA)                   | 121.                                 |
| 194                                  | Samuel Leroux (FRA)                  | 105.                                 |
| 195                                  | Evaldas Šiškevicius (LTU)            | 93.                                  |
| 196                                  | Norman Vahtra (EST)                  | 119.                                 |
| 197                                  | Maxime Jarnet (FRA)                  | 39.                                  |

| Team U Nantes Atlantique 194 | Team U Nantes Atlantique 194 | Team U Nantes Atlantique 194 |
| ---------------------------- | ---------------------------- | ---------------------------- |
| Nr.                          | Rytter                       | Placering                    |
| 201                          | Louis Barré (FRA)            | 25.                          |
| 202                          | Yaël Joalland (FRA)          | DNF-4                        |
| 203                          | Maël Guégan (FRA)            | 74.                          |
| 204                          | Jordan Jegat (FRA)           | DNF-3                        |
| 205                          | Mathias Le Turnier (FRA)     | 113.                         |
| 206                          | Emmanuel Morin (FRA)         | 71.                          |
| 207                          | Tom Paquet (LUX)             | 107.                         |

| Ineos Grenadiers IGD | Ineos Grenadiers IGD   | Ineos Grenadiers IGD |
| -------------------- | ---------------------- | -------------------- |
| Nr.                  | Rytter                 | Placering            |
| 1                    | Magnus Sheffield (USA) | 31.                  |
| 2                    | Richard Carapaz (ECU)  | DNS-5                |
| 3                    | Laurens De Plus (BEL)  | 110.                 |
| 4                    | Filippo Ganna (ITA)    | 85.                  |
| 5                    | Eddie Dunbar (IRL)     | 91.                  |
| 6                    | Kim Heiduk (GER)       | 114.                 |
| 7                    | Ben Tulett (GBR)       | 111.                 |

| AG2R Citroën Team ACT | AG2R Citroën Team ACT     | AG2R Citroën Team ACT |
| --------------------- | ------------------------- | --------------------- |
| Nr.                   | Rytter                    | Placering             |
| 11                    | Greg Van Avermaet (BEL)   | 27.                   |
| 12                    | Mikaël Cherel (FRA)       | 67.                   |
| 13                    | Lilian Calmejane (FRA)    | 14.                   |
| 14                    | Clément Champoussin (FRA) | 40.                   |
| 15                    | Larry Warbasse (USA)      | 20.                   |
| 16                    | Paul Lapeira (FRA)        | 26.                   |
| 17                    | Antoine Raugel (FRA)      | 48.                   |

| Trek-Segafredo TFS | Trek-Segafredo TFS      | Trek-Segafredo TFS |
| ------------------ | ----------------------- | ------------------ |
| Nr.                | Rytter                  | Placering          |
| 21                 | Tony Gallopin (FRA)     | 78.                |
| 22                 | Toms Skujiņš (LAT)      | 9.                 |
| 23                 | Alex Kirsch (LUX)       | 90.                |
| 24                 | Bauke Mollema (NED)     | 50.                |
| 25                 | Antonio Tiberi (ITA)    | 44.                |
| 26                 | Mads Pedersen (DEN)     | 37.                |
| 27                 | Filippo Baroncini (ITA) | 92.                |

| UAE Team Emirates UAD | UAE Team Emirates UAD      | UAE Team Emirates UAD |
| --------------------- | -------------------------- | --------------------- |
| Nr.                   | Rytter                     | Placering             |
| 31                    | Pascal Ackermann (GER)     | 118.                  |
| 32                    | Alexys Brunel (FRA)        | 94.                   |
| 33                    | Alessandro Covi (ITA)      | 36.                   |
| 34                    | Vegard Stake Laengen (NOR) | DNF-3                 |
| 35                    | Ivo Oliveira (POR)         | 122.                  |
| 36                    | Joel Suter (SUI)           | 103.                  |
| 37                    | Diego Ulissi (ITA)         | 6.                    |

| Groupama-FDJ GFC | Groupama-FDJ GFC            | Groupama-FDJ GFC |
| ---------------- | --------------------------- | ---------------- |
| Nr.              | Rytter                      | Placering        |
| 41               | Thibaut Pinot (FRA)         | 11.              |
| 42               | Bruno Armirail (FRA)        | 84.              |
| 43               | Antoine Duchesne (CAN)      | 43.              |
| 44               | Matthieu Ladagnous (FRA)    | 47.              |
| 45               | Tobias Ludvigsson (SWE)     | 45.              |
| 46               | Sébastien Reichenbach (SUI) | 13.              |
| 47               | Quentin Pacher (FRA)        | 10.              |

| Intermarché-Wanty-Gobert Matériaux IWG | Intermarché-Wanty-Gobert Matériaux IWG | Intermarché-Wanty-Gobert Matériaux IWG |
| -------------------------------------- | -------------------------------------- | -------------------------------------- |
| Nr.                                    | Rytter                                 | Placering                              |
| 51                                     | Aimé De Gendt (BEL)                    | 64.                                    |
| 52                                     | Théo Delacroix (FRA)                   | 75.                                    |
| 53                                     | Julius Johansen (DEN)                  | DNS-4                                  |
| 54                                     | Simone Petilli (ITA)                   | 62.                                    |
| 55                                     | Gerben Thijssen (BEL)                  | 100.                                   |
| 56                                     | Boy van Poppel (NED)                   | 106.                                   |
| 57                                     | Georg Zimmermann (GER)                 | 73.                                    |

| EF Education-EasyPost EFE | EF Education-EasyPost EFE | EF Education-EasyPost EFE |
| ------------------------- | ------------------------- | ------------------------- |
| Nr.                       | Rytter                    | Placering                 |
| 61                        | Alberto Bettiol (ITA)     | 2.                        |
| 62                        | Owain Doull (GBR)         | 77.                       |
| 63                        | Jens Keukeleire (BEL)     | 66.                       |
| 64                        | Magnus Cort (DEN)         | 96.                       |
| 65                        | Thomas Scully (NZL)       | 116.                      |
| 66                        | Michael Valgren (DEN)     | 60.                       |
| 67                        | Łukasz Wiśniowski (POL)   | 89.                       |

| Cofidis COF | Cofidis COF              | Cofidis COF |
| ----------- | ------------------------ | ----------- |
| Nr.         | Rytter                   | Placering   |
| 71          | Bryan Coquard (FRA)      | 17.         |
| 72          | Jesús Herrada (ESP)      | 15.         |
| 73          | Alexandre Delettre (FRA) | 68.         |
| 74          | José Herrada (ESP)       | 76.         |
| 75          | Rémy Rochas (FRA)        | 49.         |
| 76          | Benjamin Thomas (FRA)    | 1.          |
| 77          | Piet Allegaert (BEL)     | 63.         |

| Israel-Premier Tech IPT | Israel-Premier Tech IPT | Israel-Premier Tech IPT |
| ----------------------- | ----------------------- | ----------------------- |
| Nr.                     | Rytter                  | Placering               |
| 81                      | Guillaume Boivin (CAN)  | DNF-1                   |
| 82                      | Itamar Einhorn (ISR)    | DNF-3                   |
| 83                      | Hugo Houle (CAN)        | 12.                     |
| 84                      | Daryl Impey (RSA)       | 70.                     |
| 85                      | Taj Jones (AUS)         | 123.                    |
| 86                      | Guy Sagiv (ISR)         | 95.                     |
| 87                      | Corbin Strong (NZL)     | 33.                     |

| B&B Hotels-KTM BBK | B&B Hotels-KTM BBK          | B&B Hotels-KTM BBK |
| ------------------ | --------------------------- | ------------------ |
| Nr.                | Rytter                      | Placering          |
| 91                 | Raphaël Parisella (CAN)     | 104.               |
| 92                 | Thibault Ferasse (FRA)      | 38.                |
| 93                 | Alexis Gougeard (FRA)       | 102.               |
| 94                 | Miguel Heidemann (GER)      | 86.                |
| 95                 | Quentin Jauregui (FRA)      | 34.                |
| 96                 | Victor Koretzky (FRA)       | 42.                |
| 97                 | Sebastian Schönberger (AUT) | 32.                |

| Alpecin-Fenix AFC | Alpecin-Fenix AFC              | Alpecin-Fenix AFC |
| ----------------- | ------------------------------ | ----------------- |
| Nr.               | Rytter                         | Placering         |
| 101               | Dries De Bondt (BEL)           | 115.              |
| 102               | Julien Vermote (BEL)           | DNF-4             |
| 103               | Jay Vine (AUS)                 | 83.               |
| 104               | Guillaume Van Keirsbulck (BEL) | 82.               |
| 105               | Kristian Sbaragli (ITA)        | 80.               |
| 106               | Sam Gaze (NZL)                 | 46.               |
| 107               | Ayco Bastiaens (BEL)           | 87.               |

| TotalEnergies TEN | TotalEnergies TEN          | TotalEnergies TEN |
| ----------------- | -------------------------- | ----------------- |
| Nr.               | Rytter                     | Placering         |
| 111               | Edvald Boasson Hagen (NOR) | 16.               |
| 112               | Mathieu Burgaudeau (FRA)   | 5.                |
| 113               | Jérémy Cabot (FRA)         | 56.               |
| 114               | Fabien Doubey (FRA)        | 18.               |
| 115               | Pierre Latour (FRA)        | 4.                |
| 116               | Christopher Lawless (GBR)  | 120.              |
| 117               | Geoffrey Soupe (FRA)       | 52.               |

| Sport Vlaanderen-Baloise SVB | Sport Vlaanderen-Baloise SVB | Sport Vlaanderen-Baloise SVB |
| ---------------------------- | ---------------------------- | ---------------------------- |
| Nr.                          | Rytter                       | Placering                    |
| 121                          | Lindsay De Vylder (BEL)      | 35.                          |
| 122                          | Alex Colman (BEL)            | DNF-3                        |
| 123                          | Arne Marit (BEL)             | 41.                          |
| 124                          | Jens Reynders (BEL)          | 79.                          |
| 125                          | Aaron Van Poucke (BEL)       | DNS-3                        |
| 126                          | Kenneth Van Rooy (BEL)       | DNS-3                        |
| 127                          | Ward Vanhoof (BEL)           | 54.                          |

| Arkéa-Samsic ARK | Arkéa-Samsic ARK         | Arkéa-Samsic ARK |
| ---------------- | ------------------------ | ---------------- |
| Nr.              | Rytter                   | Placering        |
| 131              | Thibault Guernalec (FRA) | 8.               |
| 132              | Hugo Hofstetter (FRA)    | 51.              |
| 133              | Matis Louvel (FRA)       | 29.              |
| 134              | Alan Riou (FRA)          | 72.              |
| 135              | Alessandro Verre (ITA)   | 58.              |
| 136              | Clément Russo (FRA)      | 57.              |
| 137              | Connor Swift (GBR)       | 7.               |

| Uno-X Pro Cycling Team UXT | Uno-X Pro Cycling Team UXT       | Uno-X Pro Cycling Team UXT |
| -------------------------- | -------------------------------- | -------------------------- |
| Nr.                        | Rytter                           | Placering                  |
| 141                        | Rasmus Tiller (NOR)              | 65.                        |
| 142                        | Anders Skaarseth (NOR)           | 59.                        |
| 143                        | Kristoffer Halvorsen (NOR)       | 88.                        |
| 144                        | Morten Hulgaard (DEN)            | 101.                       |
| 145                        | Erik Nordsæter Resell (NOR)      | 53.                        |
| 146                        | Tobias Halland Johannessen (NOR) | 3.                         |
| 147                        | Jonas Gregaard (DEN)             | DNS-4                      |

| Equipo Kern Pharma EKP | Equipo Kern Pharma EKP               | Equipo Kern Pharma EKP |
| ---------------------- | ------------------------------------ | ---------------------- |
| Nr.                    | Rytter                               | Placering              |
| 151                    | Francisco Galván (ESP)               | 24.                    |
| 152                    | Martí Márquez (ESP)                  | 109.                   |
| 153                    | Danny van der Tuuk (NED)             | 61.                    |
| 154                    | Daniel Alejandro Méndez Noreña (COL) | 30.                    |
| 155                    | Ibon Ruiz (ESP)                      | 81.                    |
| 156                    | Eugenio Sánchez López (ESP)          | 55.                    |
| 157                    | Pau Miquel (ESP)                     | 22.                    |

| Bingoal Pauwels Sauces WB BWB | Bingoal Pauwels Sauces WB BWB | Bingoal Pauwels Sauces WB BWB |
| ----------------------------- | ----------------------------- | ----------------------------- |
| Nr.                           | Rytter                        | Placering                     |
| 161                           | Louis Blouwe (BEL)            | DNS-5                         |
| 162                           | Ceriel Desal (BEL)            | DNS-4                         |
| 163                           | Rémy Mertz (BEL)              | 21.                           |
| 164                           | Milan Menten (BEL)            | DNS-5                         |
| 165                           | Tom Paquot (BEL)              | 117.                          |
| 166                           | Karl Patrick Lauk (EST)       | 108.                          |
| 167                           | Luc Wirtgen (LUX)             | 23.                           |

| Bardiani CSF Faizanè BCF | Bardiani CSF Faizanè BCF     | Bardiani CSF Faizanè BCF |
| ------------------------ | ---------------------------- | ------------------------ |
| Nr.                      | Rytter                       | Placering                |
| 171                      | Enrico Battaglin (ITA)       | DNS-3                    |
| 172                      | Luca Colnaghi (ITA)          | HD-5                     |
| 173                      | Filippo Fiorelli (ITA)       | DNF-3                    |
| 174                      | Fabio Mazzucco (ITA)         | HD-5                     |
| 175                      | Sacha Modolo (ITA)           | DNS-3                    |
| 176                      | Alessandro Santaromita (ITA) | HD-5                     |
| 177                      | Samuele Zoccarato (ITA)      | 19.                      |

| Saint Michel-Auber 93 AUB | Saint Michel-Auber 93 AUB  | Saint Michel-Auber 93 AUB |
| ------------------------- | -------------------------- | ------------------------- |
| Nr.                       | Rytter                     | Placering                 |
| 181                       | Romain Cardis (FRA)        | DNF-1                     |
| 182                       | Tony Hurel (FRA)           | 112.                      |
| 183                       | Nicolas Debeaumarché (FRA) | 28.                       |
| 184                       | Anthony Maldonado (FRA)    | HD-5                      |
| 185                       | Yoann Paillot (FRA)        | 69.                       |
| 186                       | Flavien Maurelet (FRA)     | HD-5                      |
| 187                       | Morne van Niekerk (RSA)    | 98.                       |

| Go Sport-Roubaix Lille Métropole GRL | Go Sport-Roubaix Lille Métropole GRL | Go Sport-Roubaix Lille Métropole GRL |
| ------------------------------------ | ------------------------------------ | ------------------------------------ |
| Nr.                                  | Rytter                               | Placering                            |
| 191                                  | Thomas Boudat (FRA)                  | 99.                                  |
| 192                                  | Clément Carisey (FRA)                | 97.                                  |
| 193                                  | Thomas Denis (FRA)                   | 121.                                 |
| 194                                  | Samuel Leroux (FRA)                  | 105.                                 |
| 195                                  | Evaldas Šiškevicius (LTU)            | 93.                                  |
| 196                                  | Norman Vahtra (EST)                  | 119.                                 |
| 197                                  | Maxime Jarnet (FRA)                  | 39.                                  |

| Team U Nantes Atlantique 194 | Team U Nantes Atlantique 194 | Team U Nantes Atlantique 194 |
| ---------------------------- | ---------------------------- | ---------------------------- |
| Nr.                          | Rytter                       | Placering                    |
| 201                          | Louis Barré (FRA)            | 25.                          |
| 202                          | Yaël Joalland (FRA)          | DNF-4                        |
| 203                          | Maël Guégan (FRA)            | 74.                          |
| 204                          | Jordan Jegat (FRA)           | DNF-3                        |
| 205                          | Mathias Le Turnier (FRA)     | 113.                         |
| 206                          | Emmanuel Morin (FRA)         | 71.                          |
| 207                          | Tom Paquet (LUX)             | 107.                         |